# Arachosia anyphaenoides
Arachosia anyphaenoides là một loài nhện trong họ Anyphaenidae.
Loài này thuộc chi Arachosia. Arachosia anyphaenoides được miêu tả năm 1882 * bởi Octavius Pickard-Cambridge.